# دیگو آلونسو
دیگو مارتین آلونسو لوپز (اسپانیایی: Diego Martín Alonso López‎؛ زادهٔ ۱۶ آوریل ۱۹۷۵) بازیکن فوتبال پیشین و سرمربی فوتبال کنونی اهل اروگوئه است.
از باشگاه‌هایی که در آن بازی کرده است می‌توان به جیمناسیا لاپلاتا، والنسیا، اتلتیکو مادرید، راسینگ سانتاندر، اتلتیکو مادرید، مالاگا، اونام، رئال مورسیا، ناسیونال، شانگهای شنهوآ و پنیارول اشاره کرد.
وی همچنین در تیم ملی فوتبال اروگوئه بازی کرده است.